# Phyllochona vexillata
Phyllochona, Phyllochonidae
Famille
Genre
Espèce
Phyllochona vexillata unique représentant du genre Phyllochona est une espèce de cilié de la classe des Phyllopharyngea, et de la famille des Phyllochonidae.

## Étymologie
Le nom Phyllochona, dérivé du grec φύλλων / fyllon, « feuille », et χονα / chona « entonnoir », littéralement « entonnoir (en forme de) feuille », en référence à la forme de ce cilié.

## Description
Phyllochona vexillata a une taille petite (< 80 µm). Il est en forme de feuille non allongée, aplatie dorso-ventralement, tordue. Son cône est couvert d’excroissances préorales en forme de feuille. Il n’a pas de collier. Sa ciliation est structurée en deux champs. Il est sessile. Son pédoncule est en forme de disque large. Son macronoyau est hétéromère, massif. Au moins un micronoyau est présent. Il n’a pas de vacuole contractile ni de cytoprocte. Son mode d’alimentation est inconnu.

## Habitat
Phyllochona vexillata vit en milieur marin comme hôte des crustacés isopodes.

## Systématique
Le nom valide de ce taxon est Phyllochona vexillata Jankowski, 1972.